# Cerobothrium
Cerobothrium är ett släkte av tvåvingar. Cerobothrium ingår i familjen vattenflugor.
Kladogram enligt Catalogue of Life:
| Cerobothrium | \| \| Cerobothrium insulatum \| \| \| \| \| \| Cerobothrium ptahi \| \| \| \| |
|              | \| \| Cerobothrium insulatum \| \| \| \| \| \| Cerobothrium ptahi \| \| \| \| |
|              | Cerobothrium insulatum                                                        |
|              |                                                                               |
|              | Cerobothrium ptahi                                                            |
|              |                                                                               |